# So wie einst Real Madrid
So wie einst Real Madrid ist das erste Studioalbum der deutschen Indie-Rockband Sportfreunde Stiller, das im April 2000 erschien.

## Entstehung und Veröffentlichung
Die Erstveröffentlichung von So wie einst Real Madrid erfolgte am 17. April 2000 bei Motor Music. Es ist nach den zwei EPs Macht doch was ihr wollt, ich geh jetzt (1996) und Thonträger (1998) das erste Studioalbum der Band. Dieses erschien in seiner Originalausführung als CD (Katalognummer: 543 715-2) und LP (Katalognummer: 543 715-1) mit 15 Titeln.
Geschrieben wurden die Lieder gemeinsam von den Sportfreunde-Stiller-Mitgliedern Peter Brugger, Rüdiger Linhof und Florian Weber, lediglich die Lieder ’94 (novanta quattro) und Wunderbaren Jahren wurden alleine von Brugger geschrieben. Für die Produktion aller Lieder zeichnete alleine Uwe Hoffmann verantwortlich. Die Lieder Wellenreiten und Wunderbaren Jahren erschienen bereits auf den zwei ersten EPs in einer Rohversion.

## Titelliste
1. Rocket Radio
2. Einmal Mond und zurück
3. Fast wie von selbst
4. ’94 (novanta quattro)
5. Alles Liebe, alles Gute
6. Aber besser wärs
7. Heimatlied
8. Wunderbaren Jahren
9. Hockey (Feld)
10. Willkommen im Club
11. Money Mark
12. Wir müssen gewinnen
13. Jericho
14. Spitze
15. Wellenreiten ’54

## Singleauskopplungen
- Wellenreiten ’54 (Erstveröffentlichung: 5. Juli 1999)
- Fast wie von selbst (Erstveröffentlichung: 3. April 2000)
- Heimatlied (Erstveröffentlichung: 10. Juli 2000)

## Chartplatzierungen
| ChartsChartplatzierungen | Höchstplatzierung | Wochen |
| ------------------------ | ----------------- | ------ |
| Deutschland (GfK)        | 46 (7 Wo.)        | 7      |